# Beware of the Dogs
“Beware of the Dogs”는 오스트레일리아의 싱어송라이터 스텔라 도널리의 첫 정규 음반이다. 2019년 3월 8일 시크리틀리 캐나디안을 통하여 발매되었다.
발매 후에는 음악 평단으로부터 매우 좋은 평가를 받았으며, 특히 가사에서 민감한 문제에 대한 거리낌없는 언급을 하는 것에 대해 찬사를 받았다. 몇몇 매체의 연말 결산 목록에 이름을 올리기도 하였으며, ARIA 뮤직 어워드와 J 어워드에서 후보로 오르고, AIR 어워드에서 올해의 음반 상과 최우수 인디펜던트 팝 음반/EP 부문의 수상을 차지하였다.

## 발매 및 홍보

### 투어
2019년 1월 9일, 시크리틀리 캐나디안은 도널리의 음반 발매 소식과 함께 1차 투어 일정을 공개하였다. 발매 후 일주일 후인 3월 15일 미국 워싱턴 D.C.를 시작으로 5월 7일 영국 런던에서 끝나는 투어로, 두 국가를 포함해 독일, 네덜란드, 벨기에, 프랑스, 아일랜드까지 총 7개 국가에서 공연을 진행하였다. 미국의 싱어송라이터 페이 웹스터가 일부 공연에서 함께하였다.

## 평가
| 전문가 평가            | 전문가 평가 |
| 총 점수                | 총 점수     |
| 출처                   | 점수        |
| ---------------------- | ----------- |
| AnyDecentMusic?        | 8.0/10      |
| 메타크리틱             | 81/100      |
| 평가 점수              |             |
| 출처                   | 점수        |
| 가디언                 | [ 4 ]       |
| 라우드 앤드 콰이어트   | 8/10        |
| 더 라인 오브 베스트 핏 | 9/10        |
| 롤링 스톤              | [ 7 ]       |
| 올뮤직                 | [ 8 ]       |
| 익스클레임!            | 9/10        |
| 컨시퀀스               | B+          |
| 피치포크               | 7.6/10      |
| DIY                    | [ 12 ]      |
| NME                    | [ 13 ]      |

“Beware of the dogs”는 음악 평단으로부터 극찬을 받았으며, 평론가들은 특히 가사에서 민감한 주제를 거리낌없이 말하는 것에 찬사를 보냈다. 주요 매체의 리뷰를 모아 점수를 산출하는 웹사이트 메타크리틱에서는 17개의 리뷰를 토대로 100점 만점 중 81점이 매겨졌으며, 또 다른 리뷰 애그리게이터 사이트 AnyDecentMusic?에서는 20개의 리뷰를 통해 10점 만점에 8점이 나왔다.
더 라인 오브 베스트 핏의 주미 아킨펜와는 10점 만점에 9점을 주었다. 아킨펜와는 특히 작품 내 가사에서 도널리가 힘이 없는 이를 대변하여 목소리를 내는 것에 대해 "데뷔 때부터 그렇게 당당하게 행동하는 사람을 만나는 건 드물다. 경의를 표한다"고 언급하였다. 익스클레임!의 브래드 가르시아도 9점을 매기면서 첼로, 신스, 베이스, 피아노, 퍼커션 등의 악기가 더해지며 "우리들이 그녀가 하길 원했던, 다양한 사운드와 다차원적인 음악"을 만들었다고 호평하였다. 시드니 모닝 헤럴드의 브로닌 톰슨은 별 네 개 반을 주면서 "마음에서 우러나오는 걸 쓰거나 경험을 토대로한 이야기를 노래할 수 있는 음악가는 많지만, 퍼스 출신의 싱어송라이터 스텔라 도널리만큼 두 가지를 모두 잘하는 사람은 드물다"고 극찬하였다. 스테레오검에서는 이주의 음반으로 “Beware of the dogs”를 선정하였다. 이어서 가브리엘라 털리 클레이모어는 "음악가들은 현재 '무언가를 말해야 한다'라는 압박을 받고 있다"고 말하고, 음반에서는 "어떠한 해결책을 제시하거나 의도하지 않았기에 성공하였다. 대신, 도널리는 듣는 이가 웃고 분노할 수 있는 노래를 만들었다."고 얘기하였다.
가디언에 글을 쓴 브로디 랭커스터는 "도널리의 목소리는 당신을 그의 관점으로 불러들이고, 다시 세상으로 조심스럽게 돌아오게 한다."고 말하였으며, "학대하는 남자부터 알레르기까지, 날카롭지만 섬세한 전달력을 가지고 있다."고 총평하며 별 다섯 개 중 네 개를 주었다. 롤링 스톤의 존 돌런도 같은 점수를 주면서 "부드럽게 대화하는 듯한 노래와 가혹할 정도의 해학은 벨 & 세바스찬의 조너선 리치먼에서부터 코트니 바넷과 프리 케이크 포 에브리 크리처까지 인디 록에서의 리얼 토커를 상기시킨다."라고 언급하였다. NME의 해나 마일레아도 동일한 점수를 매기면서 "음반이 흘러가는 내내, 그녀는 유해한 남성성(Toxic masculinity)과 강간 문화와 같이 매우 중요한 문제들을 용감하게 외쳤지만, 그렇다고 음악에서 결코 장난스러움을 잃지 않았다. 아주 마음을 사로잡는 데뷔이다."라고 이야기했다. 로라 주베이는 컨시퀀스에서 쓴 리뷰에 B+를 주었다. 글 내에서 주베이는 음반의 좋은 점에 대해 "가부장제에 대한 도널리의 분노가 음반의 13개 트랙에 걸쳐 계속해서 드러나고 있다."라고 말하며 호평을 보냈지만, "각각의 노래가 그 자체로 완전한 그림이라기보다는 스냅샷처럼 느껴진다."며 아쉬움을 드러냈다. 페이스트의 잭 스콘펠드는 "도널리는 퍼스 억양으로 노래를 부르는데, 그녀의 보컬은 잘 들리는 웃음, 연극과 같은 과장, 그리고 다른 특이한 것들로 점철되어 있다."라고 표현하며, 7.3점을 주었다.
일부 매체에서는 연말 결산에 음반을 선정하기도 하였다. 빌리지 보이스에서 매년 미국 전역의 음악 관련 종사자의 투표로 음반 순위를 선정하는 설문 조사 패즈 & 팝에서는 8명의 투표를 받아 72포인트를 얻으며 110위를 기록하였다. 음악 평론가 로버트 크리스트가우는 13위에 음반을 선정하였으며, 갓 이즈 인 더 TV는 18위, 페이스트는 21위, 컨시퀀스는 22위, 영 포크스와 언더 더 레이더는 25위, 파 아웃 매거진은 50위에 선정하였다.

## 트랙 리스트
전체 작사·작곡: 스텔라 도널리
| #   | 제목                   | 프로듀서           | 재생 시간 |
| --- | ---------------------- | ------------------ | --------- |
| 1.  | 〈Old Man〉            |                    | 3:33      |
| 2.  | 〈Mosquito〉           |                    | 3:11      |
| 3.  | 〈Season's Greetings〉 |                    | 2:49      |
| 4.  | 〈Allergies〉          |                    | 2:55      |
| 5.  | 〈Tricks〉             |                    | 4:06      |
| 6.  | 〈Boys Will Be Boys〉  | Jordan Shakespeare | 4:04      |
| 7.  | 〈Lunch〉              |                    | 3:40      |
| 8.  | 〈Bistro〉             |                    | 2:03      |
| 9.  | 〈Die〉                |                    | 2:54      |
| 10. | 〈Beware of the Dogs〉 |                    | 3:35      |
| 11. | 〈U Owe Me〉           | Drew Vandenberg    | 2:40      |
| 12. | 〈Watching Telly〉     |                    | 4:45      |
| 13. | 〈Face It〉            |                    | 2:17      |

## 차트
| 차트 (2019)                      | 최고 순위 |
| -------------------------------- | --------- |
| 오스트레일리아 앨범 (ARIA)       | 15        |
| 영국 인디팬던티 앨범 (OCC)       | 21        |
| 미국 탑 히트시커스 앨범 (빌보드) | 16        |
| 미국 인디팬던트 앨범 (빌보드)    | 43        |